# 1450

## Události
- 15. dubna – bitva u Formigny
- 4. června – bitva u Rokycan, Jiří z Poděbrad porazil Strakonickou jednotu
- 9. a 11. června – Jiří z Poděbrad uzavřel na hradě Vlčtejn (Vildštejn) tzv. vildštejnskou smlouvu s poraženou strakonickou jednotou

## Narození
Česko
- ? – Jan Hasištejnský z Lobkovic, český šlechtic, humanista a diplomat († 8. srpna 1517)

Svět
- 11. ledna – Sie Čchien, politik a učenec čínské říše Ming († 6. března 1531)
- 18. srpna – Marko Marulić, chorvatský spisovatel († 5. ledna 1524)
- 25. září – Uršula Braniborská, princezna braniborská († 25. listopadu 1508)
- ? – Walter z Plettenbergu, vůdce Řádu německých rytířů, († 28. února 1535)
- ? – Franceschetto Cybo, nelegitimní syn papeže Inocence VIII († 25. července 1519)
- ? – Wang Ao, politik, esejista a básník čínské říše Ming († 1524)
- ? – Erasmus Grasser, německý pozdně gotický řezbář, sochař a architekt († 1518)

## Úmrtí
- 25. ledna – Antonín z Amandoly, italský katolický světec (* 17. ledna 1355)
- 2. května – Pavel z Miličína a Talmberka, olomoucký biskup (* ?)
- 7. září – Kateřina Karlsdotter, královna Švédska a Norska jako manželka Karla VIII. (* ?)

## Hlavy států
- České království – Ladislav Pohrobek
- Svatá říše římská – Fridrich III.
- Papež – Mikuláš V.
- Anglické království – Jindřich VI.
- Francouzské království – Karel VII.
- Polské království – Kazimír IV. Jagellonský
- Uherské království – Ladislav Pohrobek
- Litevské knížectví – Kazimír IV. Jagellonský
- Říše Inků – Pachacútec Yupanqui
- Byzantská říše – Konstantin XI. Dragases Palaiologos